# Вартбург
Вартбург (нем. Wartburg) је некадашња марка аутомобила произвођена у Источној Немачкој.

## Историја
Име потиче од дворца Вартбург лоцираног на једном од брда код града Ајзенаха у ком су аутомобили произвођени. Вартбург је био једноставан и јефтин за производњу и одржавање, а за услове источноевропске производње тог времена и веома квалитетно направљен. Важио је за свестрано и поуздано возило. Производио се као лимузина и караван са троцилиндричним двотакним мотором. Вартбург 353, најпознатији модел, сматран је за Аудија Источне Европе. 
Може се видети на путевима и дан данас, деценијама након престанка производње. Био је најчешће возило у Источној Немачкој, а масовно је извожен у земље комунистичког блока и Јужну Африку. У време увођења у производњу, главна предност му је била солидан простор за смештај четири одрасле особе и пртљаг у компактној, лакој и издржљивој каросерији. Био је релативно брз и простран, а једна од врлина му је била и поузданост јер се није превише кварио. Производња је окончана априла 1991. када је фабрику купио Опел. Клубови власника Вартбурга постоје широм Европе, док се неки примерци користе за трке.
Песма Вартбург лимузина је један од највећих хитова српског панк рок бенда Атеист Реп.

## Модели
- Вартбург 311, 1956–65
- Вартбург 313, 1957–60
- Вартбург 312, 1965–67
- Вартбург 353, 1965–89
- Вартбург 1.3, 1988–91

## Галерија
- Вартбург 311
- Вартбург 313
- Вартбург 312
- Вартбург 353
- Вартбург 353W
- Вартбург 353S
- Вартбург 1.3
- Вартбург 353
- Вартбург 353.2
- Вартбург 610